# Imagine Entertainment

Logo dal 1985 al 2020.

Imagine Entertainment è una casa di produzione cinematografica e televisiva statunitense, fondata nel 1985 dal regista Ron Howard e dal produttore Brian Grazer.
Alcuni film sono prodotti in associazione con la Universal Pictures altri invece, sono prodotti in collaborazione con la Columbia Pictures che provvedono alla loro distribuzione. I prodotti televisivi sono invece gestiti dalla sottodivisione Imagine Television, che co-produce serie televisive insieme ai principali studios televisivi statunitensi.
Le sue produzioni includono 24, Arrested Development - Ti presento i miei, Friday Night Lights, A Beautiful Mind, Apollo 13, 8 mile, Il codice da Vinci, Lincoln, Curioso come George, Heart of the Sea - Le origini di Moby Dick, Solo: A Star Wars Story e il documentario Pavarotti.